# Natural Force
Natural Force (i USA lanserat under namnet It's a Heartache) är ett musikalbum med Bonnie Tyler som gavs ut 1978.
Albumet innehåller en av Bonnie Tylers största hitlåtar, "It's a Heartache". En annan framgång var tolkningen av (You Make Me Feel Like) a Natural Woman, en singel från 1967 av Aretha Franklin.
Med det framgångsrika titelspåret kom Bonnie Tyler alltmer att räknas som countrysångare, och It's a Heartache brukar räknas som hennes mest "countryfierade" album.

## Certifikat
Den 16 juni 1978 certifierades singeln It's a Heartache med en guldskiva av RIAA. 11 dagar senare, den 27 juni samma år, fick albumet samma utmärkelse.

## Låtlista
1. "It's a Heartache" (Ronnie Scott/Steve Wolfe) — 3:28
2. "Blame Me" (Scott/Wolfe) — 4:02
3. "Living for the City" (Stevie Wonder) — 3:40
4. "If I Sing You a Love Song" (Scott/Wolfe) — 4:45
5. "Heaven" (Scott/Wolfe) — 3:04
6. "Yesterday Dreams" (Brian Cadd) — 4:08
7. "Hey Love (It's a Feeling)" (Scott/Wolfe) — 3:55
8. "(You Make Me Feel Like) a Natural Woman" (Gerry Goffin/Carole King/Jerry Wexler) — 3:02
9. "Here Am I" (Scott/Wolfe) — 3:47
10. "Baby Goodnight" (M. Heron) — 4:27

## Medverkande
- Roger Barm – Klaviatur
- Kevin Dunn – Bas
- Mike Gibbins – Trummor, slagverk
- Pete King – Sång
- Peter King – Bakgrundssång
- David MacKay – Tekniker
- Ray Taff Williams – Gitarr, sång
- Taff Williams – Akustisk gitarr, elgitarr, bakgrundssång
- Steve Wolfe – Akustisk gitarr, gitarr, bakgrundssång

## Listplaceringar
Amerikanska uppgifter, Billboard (Nordamerika). Övriga uppgifter angivna.

### Album
| Lista              | Topplacering |
| Top Country Albums | 2            |
| Billboard Hot 100  | 16           |
| Frankrike          | 23           |
| Sverige            | 2            |
| Norge              | 3            |

### Singlar
| År   | Singel                      | Topplacering | Topplacering | Topplacering   | Topplacering | Topplacering | Topplacering | Topplacering | Topplacering | Topplacering |
| År   | Singel                      | US Hot 100   | USA Country  | Storbritannien | Frankrike    | Västtyskland | Österrike    | Sverige      | Schweiz      | Norge        |
| 1977 | "Heaven"                    | —            | —            | —              | —            | 24           | —            | —            | —            | —            |
| 1977 | "It's a Heartache"          | 3            | 10           | 4              | 1            | 2            | 3            | 1            | 3            | 1            |
| 1978 | "Here Am I"                 | —            | —            | —              | —            | 18           | —            | —            | —            | 4            |
| 1978 | "Hey Love"                  | —            | —            | —              | —            | —            | —            | —            | —            | —            |
| 1978 | "If I Sing You a Love Song" | 103          | —            | —              | —            | —            | —            | —            | —            | —            |

Den här artikeln är helt eller delvis baserad på material från engelskspråkiga Wikipedia.

### Fotnoter
1. ↑  Länk
2. ↑  RIAA - Gold & Platinum Arkiverad 26 juni 2007 hämtat från the Wayback Machine.
3. 1 2  Les charts Arkiverad 1 april 2008 hämtat från the Wayback Machine.
4. 1 2  ”Swedish Charts”. Arkiverad från originalet den 12 juni 2008. https://web.archive.org/web/20080612170425/http://www.swedishcharts.com/. Läst 30 juni 2010.
5. 1 2  ”Norwegian Charts”. Arkiverad från originalet den 21 juli 2011. https://web.archive.org/web/20110721000000/http://norwegiancharts.com/. Läst 30 juni 2010.
6. ↑  everyHit
7. ↑  Charts Surfer
8. ↑  Austria Top 40 Arkiverad 29 januari 2016 hämtat från the Wayback Machine.
9. ↑  ”Hit Parade”. Arkiverad från originalet den 22 juni 2008. https://web.archive.org/web/20080622092849/http://www.hitparade.ch/. Läst 30 juni 2010.